# Retrato de un hombre (Hans Baldung)
El retrato de un hombre es un óleo sobre tabla de 1514 del artista alemán Hans Baldung, que pudo haber trabajado en el taller de Alberto Durero. Se exhibe en la Galería Nacional de Londres, que lo compró en 1854. Los retratos de Baldung  son menos introspectivos que los de Durero pero tienen un mayor impacto visual inmediato, aquí reforzado por el fondo azul brillante, con la fecha arriba en números dorados, y la rica ropa y cadenas.
El retratado es un anciano noble, de cabello y barba grises, probablemente suavo, llevando dos medallones que cuelgan de cadenas de oro. Uno de ellos muestra la Virgen con el Niño (símbolo de la Compañía de Nuestra Señora del Cisne, una orden exclusivamente para la nobleza fundada por Federico II, elector de Brandeburgo) y el otro tiene forma de un halcón y un pez (símbolo de la Compañía de Caballeros del Halcón y el Pez, una cofradía de caballeros suavos). Su manga blanca abullonada del brazo izquierdo doblado es apenas visible, sugiriendo que el trabajo originalmente mostraba la mayor parte de los brazos del retratado pero más tarde fue recortado abajo. 